# 圣灵抵抗军叛乱
圣灵抵抗军叛乱是圣灵抵抗军叛亂組織自1987年以來持續進行的游擊戰。
上帝抵抗軍的叛乱處於低強度戰爭。該運動由約瑟夫·科尼領導，他宣稱自己是上帝的“代言人”和精神媒介。它旨在推翻约韦里·穆塞韦尼的烏干達政府並建立一個基於十誡和阿乔利人傳統的政教合一政府。
這場衝突是非洲持續時間最長的衝突之一，已導致人道主義危機。國際刑事法院指控圣灵抵抗军普遍侵犯人權，包括肢解、酷刑、奴役、強姦、綁架平民、使用童兵和大量屠殺。 到2004年，圣灵抵抗军綁架了20,000多名兒童150萬平民流離失所，估計有100,000平民喪生。